# Књига о слободном изумевању и вештини шаховске игре
Књига о слободном изумевању и вештини шаховске игре (шп. Libro de la invención liberal y el arte del juego del ajedrez) је једна од најстаријих књига о савременом шаху у Европи. Дело је написао шпански свештеник Руј Лопез де Сегура, који је био инспирисан делом Questo libro e da imparare giocare a scachi Педра Дамијана из 1512. године. Руј Лопез је настојао да сачини књигу у којој би биле исправљене Дамијанове грешке. Тако је настало дело које представља шаховски водич са основним правилима и основама стратегије и тактике. Нека од правила по којима се и дан-данас игра први пут су споменута у овој књизи. Књига је написана 1561. године и издата у Алкали де Енарес.

## Историјат
Руј Лопез је 1560. године посетио Рим и тамо био у могућности да прочита књигу Questo libro e da imparare giocare a scachi која се односила на шах и чији је аутор био Педро Дамијано. Анализирајући књигу, Лопез је утврдио да њен садржај није најпогоднији и да постоје грешке које се могу исправити, па је одлучио да напише нову и исцрпнију књигу о шаховској игри. Нагнан и надахнут Дамијановим делом, Лопез је у свом делу критиковао Дамијанове анализе. Оригинално издање књиге је на шпанском језику. Преведена је на италијански 1584. године, а у 17. веку и на француски језик.